# Mu Kanazaki
Mu Kanazaki (n. 16 februarie 1989) este un fotbalist japonez.

## Statistici
| Japonia | Japonia | Japonia |
| An      | Meciuri | Goluri  |
| ------- | ------- | ------- |
| 2009    | 1       | 0       |
| 2010    | 4       | 0       |
| Total   | 5       | 0       |